# Campylenchia curvata
Campylenchia curvata är en insektsart som beskrevs av Fabricius. Campylenchia curvata ingår i släktet Campylenchia och familjen hornstritar. Inga underarter finns listade i Catalogue of Life.